# Scott Penny
Pour les articles homonymes, voir Penny (homonymie).
Pas d'image ? Cliquez ici

a Compétitions nationales et continentales officielles uniquement.

b Matchs officiels uniquement.
Dernière mise à jour le 2 janvier 2025.
Scott Penny, né le 22 septembre 1999 à Dublin (Irlande), est un joueur irlandais de rugby à XV jouant principalement au poste de troisième ligne aile au Leinster.

## Biographie
Scott Penny commence à jouer au rugby à XV vers l'âge de six ans au Lansdowne FC. Il reste dans ce club jusqu'à ses 12 ans puis joue pour le St Michael College où il est scolarisé. Il pratique aussi le football gaélique et le hurling avant de se consacrer uniquement au rugby. À 18 ans, il rejoint le centre de formation du Leinster.
Au niveau international, il représente l'Irlande en moins de 18 ans, 19 ans et 20 ans. Il joue un rôle important dans le Grand Chelem réalisé lors du Tournoi des Six Nations des moins de 20 ans 2019,.
Scott Penny fait ses débuts professionnels avec le Leinster à 19 ans, en début de saison 2018-2019 du Pro14 contre les Ospreys. Il marque un essai lors de cette première apparition. En fin de saison, son équipe remporte le Pro14 en battant les Glasgow Warriors 18 à 15.
L'année d'après, le Leinster gagne de nouveau le Pro14 en battant cette fois l'Ulster en finale.
Il réalise ensuite une très bonne saison 2020-2021, participant pleinement aux succès de son équipe. Il joue 11 matchs et marque neuf essais, ce qui le fait terminer co-meilleur marqueur d'essais du Pro14 à égalité avec Marcell Coetzee et Alex Wooton (en). Il ne peut cependant pas participer à la finale du Pro14 remportée contre le Munster à cause d'une blessure,. À la fin de cette saison, ces bonnes performances lui permettent d'être est élu meilleur jeune joueur de la saison en Pro14 et d'être aussi nommé dans l'équipe type de la saison,.
À la fin de la saison 2022-2023, il est une nouvelle fois sélectionné dans l'équipe type du United Rugby Championship (ex-Pro 14).
Durant la saison 2024-2025, son équipe remporte la finale du United Rugby Championship en battant les Sud-Africains des Bulls sur le score de 32 à 7. Il s'agit du premier titre gagné par le Leinster depuis 2021, après de nombreuses finales perdues.

## Palmarès

### En province
- Leinster
  - Vainqueur du Pro14/United Rugby Championship en 2019, 2020, 2021 et 2025

### Distinctions personnelles
- Meilleur marqueur du Pro14 en 2021 (9 essais).
- Élu Jeune joueur de la saison du Pro14 en 2021.
- Membre de l'équipe type du Pro14/United Rugby Championship en 2021 et 2023.